# علیقلی اردلان
علیقلی اردلان (زاده ۵ بهمن ۱۲۷۸ – درگذشته ۱۲ مرداد ۱۳۶۵) دیپلمات و دولتمرد دوره پهلوی و آخرین وزیر دربار شاهنشاهی بود.

## زندگینامه
پدرش حاج ابوالحسن خان فخرالملک از خاندان اردلان کردستان و رجال عصر ناصری و مظفری بود. مادرش والیه خانم، دختر شاهزاده عبدالصمد میرزا عزالدوله فرزند محمد شاه قاجار بود. پدرش پسرعمه و مادرش برادرزاده ناصرالدین شاه قاجار بود.
تحصیلات خود را در ایران آغاز کرد و در رشته اقتصاد در آلمان ادامه داد. پس از کسب درجه دکترا از آلمان، اتاشه (وابسته) افتخاری سفارت ایران در برلن شد. در سال ۱۳۰۲ به ایران بازگشت و به عنوان مترجم به استخدام رسمی وزارت امور خارجه درآمد. در سال ۱۳۰۸ به عدلیه انتقال یافت و چندی معاون مدعی‌العموم (دادستان) تهران و مدتی معاون مدعی‌العموم دیوان کیفر کارکنان دولت بود.
اردلان پس از یک سال از عدلیه به وزارت امور خارجه بازگشت و دبیر سوم و سپس دبیر دوم سفارت ایران در واشنگتن شد. چندی نیز در پاریس دبیر دوم، دبیر اول و رایزن بود. مشاغل بعدی‌اش ریاست اداره سوم سیاسی، رایزنی و کارداری موقت سفارت کبرای ایران در آنکارا بود.
اردلان در سال ۱۳۲۷ معاون وزارت امورخارجه شد. در ششم اسفند ۱۳۲۸ که حسین علاء سفیر ایران در واشنگتن به عنوان وزیر امورخارجه معرفی شد، تا زمان بازگشت او به ایران، سرپرستی وزارت امور خارجه به عهده اردلان نهاده شد. سپس به ریاست هیئت نمایندگی دائمی ایران در سازمان ملل متحد منصوب و راهی نیویورک شد.
در سال ۱۳۳۴ که علاء نخست‌وزیر شد، اردلان را ابتدا وزیر مشاور، سپس وزیر صنایع و معادن و پس از آن، وزیر امور خارجه کرد. در سال ۱۳۳۶ که دکتر اقبال نخست‌وزیر شد، اردلان را در سمت خود ابقا کرد تا اینکه در اوائل سال بعد او به عنوان سفیر به امریکا فرستاده شد.
در زمانی که اردلان در امریکا سفیر بود، شاه سفری غیر رسمی به ایالات متحده کرد. او در این سفر از بعضی از تذکرات اردلان ناراضی شد و پس از مراجعت به تهران وی را از سفارت برکنار کرد و اردشیر زاهدی را به جایش به واشنگتن فرستاد. پس از مدتی اردلان سفیر ایران در شوروی سپس سفیر ایران در آلمان شد.
سفارت در آلمان غربی آخرین مأموریت علیقلی اردلان بود. اردلان پس از ماموریت سفارت ایران در آلمان بازنشسته شد. چندی بعد ریاست مدرسه عالی ارتباطات، وابسته به روزنامه کیهان را به عهده گرفت. در مهر ۱۳۵۷ و کوران انقلاب، شاه او را دعوت به همکاری کرد و به جای امیرعباس هویدا به وزارت دربار گماشت. او در این سمت دست به اصلاحاتی در دربار زد و آیین‌نامه رفتار خاندان سلطنتی را اعلام و آن‌ها را از هرگونه اعمال نفوذ، دخالت، معامله و مشارکت در امور مرتبط با دولت، قبول پست در شرکت‌های دولتی و بانک‌ها و بیمه ممنوع و محروم اعلام کرد.
در ۲۳ دی ۱۳۵۷ اردلان با حفظ سمت به عضویت شورای سلطنت منصوب شد و تا سقوط رژیم سلطنتی در آن سمت بود. پس از پیروزی انقلاب به زندان افتاد و پس از آزادی به امر مطالعه و تحقیق پرداخت و نهایتاً در تاریخ ۱۲ مرداد ۱۳۶۵ در تهران چشم از جهان فرو بست و در آرامگاه ابن بابویه به خاک سپرده شد. نتیجه تحقیق سال های آخر عمر وی، تکمیل کتاب های "ابرقدرتی دیگر" و "کمربند فقر" بود. موضوع کتاب "ابرقدرتی دیگر" شکل گیری اروپای متحد به عنوان ابرقدرت جدید بود.